# Zac Lomax
Pour les articles homonymes, voir Lomax.

a Compétitions nationales et continentales officielles uniquement.

Zac Lomax, né le 24 septembre 1999 à Temora (Australie), est un joueur de rugby à XIII australien évoluant au poste de centre, ailier ou arrière dans les années 2010 et 2020.
Il fait ses premiers pas professionnels en National Rugby League en 2018 avec les Dragons de St. George Illawarra. Il fait ses débuts en NRL lors de la saison 2018 mais devient titulaire l'année suivante et s'installe au poste de centre en 2020. Il devient alors un des meilleurs marqueurs de points du Championnat.

## Palmarès

### En club
| Saison | Club                         | Compétition           | Matchs | Points | Essais | Goals | Drops |
| ------ | ---------------------------- | --------------------- | ------ | ------ | ------ | ----- | ----- |
| 2018   | St. George Illawarra Dragons | National Rugby League | 4      | 22     | 0      | 11    | 0     |
| 2019   | St. George Illawarra Dragons | National Rugby League | 13     | 50     | 5      | 15    | 0     |
| 2020   | St. George Illawarra Dragons | National Rugby League | 20     | 178    | 13     | 63    | 0     |